# 费斯蒂约
费斯蒂厄（法語：Festieux，法語發音：[fɛstjø]）是法国上法蘭西大區埃纳省的一个市镇，属于拉昂区。

## 地理
费斯蒂约（49°31'20"N, 3°45'14"E）面积6.67 平方千米，位于法国上法蘭西大區埃纳省，该省份为法国北部内陆省份，北起北部省，西接索姆省和瓦兹省，东临阿登省和马恩省，西南至塞纳-马恩省，东北部与比利时接壤
与费斯蒂约接壤的市镇（或旧市镇、城区）包括：阿朗西、库特里济和菲西尼、埃普、莫勒尼昂奈、蒙沙隆、韦吕。

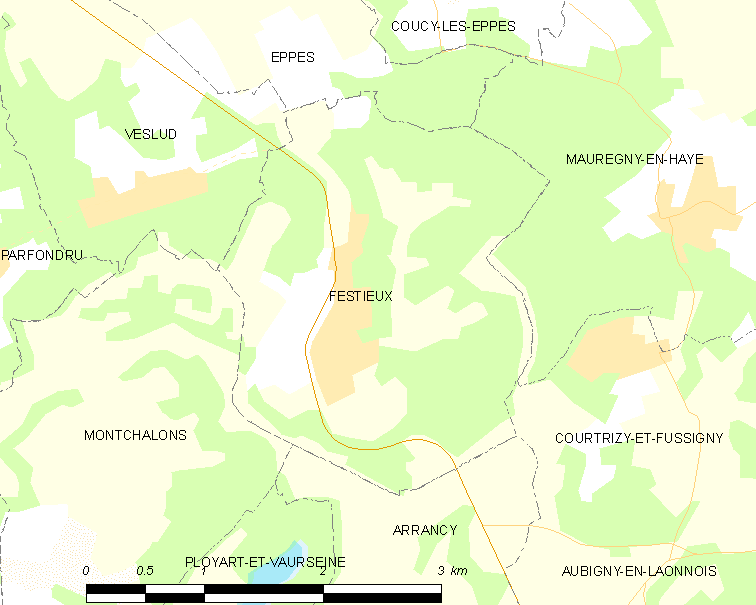
费斯蒂约的OSM定位图

费斯蒂约的时区为UTC+01:00、UTC+02:00（夏令时）。

## 行政
费斯蒂约的邮政编码为02840，INSEE市镇编码为02309。

## 政治
费斯蒂约所属的省级选区为拉昂第二县。

## 人口

1962-2008年间费斯蒂约人口变化图示

费斯蒂约于2022年1月1日时的人口数量为707人。